# 锐齿西风芹
锐齿西风芹（学名：Seseli inciso-dentatum）是伞形科西风芹属的植物，为中国的特有植物。分布在中国大陆的甘肃等地，生长于海拔900米的地区，见于山坡草地和路旁，目前尚未由人工引种栽培。